# Bath Iron Works

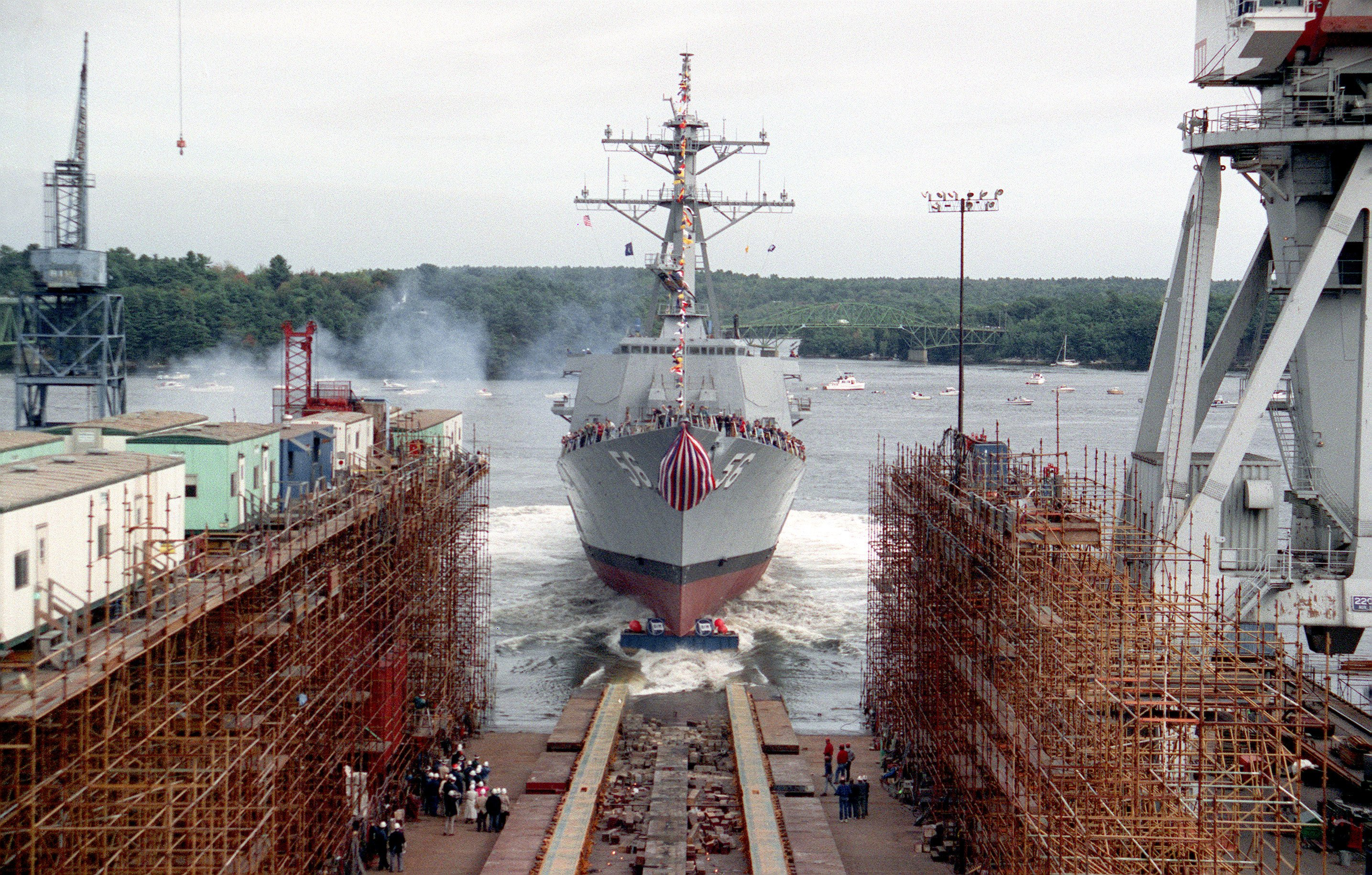
Спуск на воду USS John McCain на верфи Bath Iron Works, 26 сентября 1992.

Bath Iron Works (BIW) — американская судостроительная верфь, расположенная на реке Кеннебек в городе Бат (штат Мэн). Верфь основана в 1884 году генералом Томасом Хайдом (англ.). С 1995 года является частью корпорации General Dynamics.

## История
Период 1865—1881 годы в истории ВМС США характеризовался застоем в строительстве больших боевых кораблей и пристальным вниманием к небольшим и дешёвым торпедным катерам береговой обороны. После 1881 года, когда началось возрождение линейного флота, появилась необходимость сделать миноносные корабли достаточно мореходными и вооружёнными, чтобы принимать участие в морских операциях. В этот период появились несколько специализированных кораблестроительных фирм, занимавшихся строительством эскадренных миноносцев. Одной из таких фирм стала Bath Iron Works (букв. Железные мастерские Бата), основанная генералом Томасом Хайдом в 1884 году. Генерал закупил кораблестроительные технологии у французской фирмы «Норманд», включая готовые чертежи миноносца и, переведя метрические французские размеры в английскую систему единиц, построил два торпедных катера «Далгрен» (Dahlgren) и «Крейвен» (Craven). Он также нанял Чарльза П. Уэзерби (Charles P. Wetherbee), американского выпускника французской Морской инженерной школы, который некоторое время работал в фирме «Норманд». Уэзерби работал в Бате в качестве разработчика эсминцев до конца Первой мировой войны.
В период Второй мировой войны верфью было построено значительное число военных кораблей для ВМС США. Пик производства пришёлся на 1943—1944 годы, когда каждые 17 дней на верфи закладывался новый эсминец.
В 1981 году компания Falcon Transport заказала на верфи Bath Iron Works два танкера, которые стали последними коммерческими судами, построенными на этой верфи.

## Современное строительство
На 2008 год основным заказом, выполняемым верфью, является строительство для ВМС США серии эсминцев с управляемым ракетным вооружением типа «Арли Берк». К 31 октября 2008 года верфь построила 34 эсминца этого класса.

## Галерея

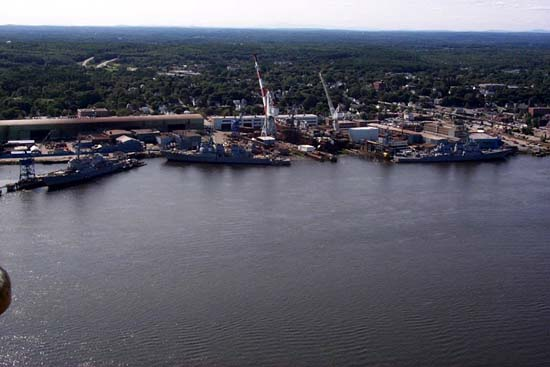
Bath Iron Works
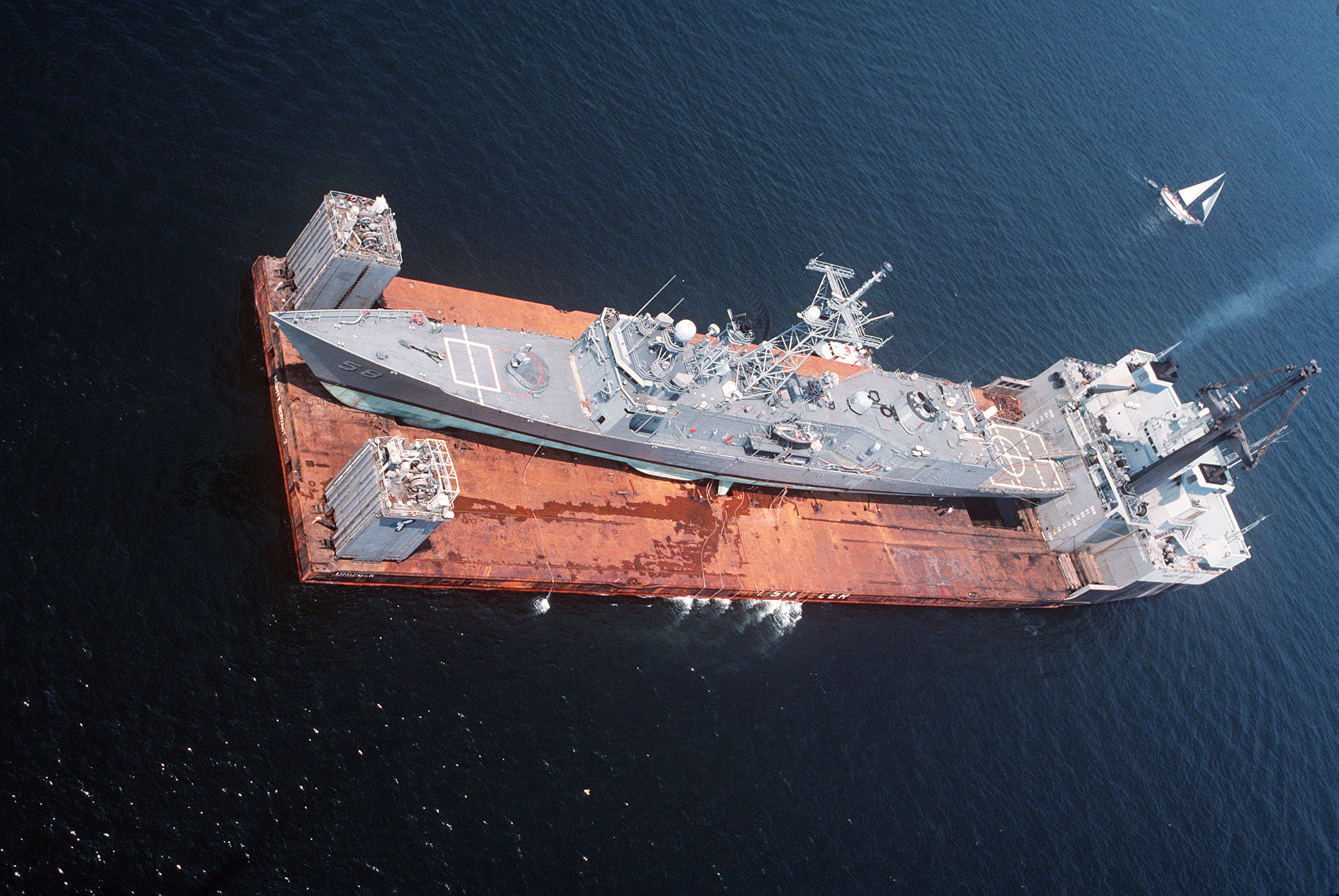
MV Mighty Servant 2 транспортирует USS Samuel B. Roberts на верфь Bath Iron Works, 31 июля 1988 года